# Iain Ramsay
Iain Irinco Ramsay (* 27. Februar 1988 in Perth, Australien) ist ein philippinischer Fußballspieler.

## Karriere

### Verein
Das Fußballspielen lernte Iain Irinco Ramsay in Wales bei AFC Llanelli, in Schottland bei FC Gretna und in Australien bei
Sydney Olympic und Sydney FC. Bei Sydney FC, einem Verein, der in der höchsten Liga, der A-League, spielte, unterschrieb er 2010 auch seinen ersten Vertrag. Im gleichen Jahr wechselte er zu Sydney Olympic. Der Verein spielte in der New South Wales Premier League. Anschließend wechselte er nach Adelaide zu Adelaide United. Hier absolvierte er 78 Spiele und schoss dabei elf Tore. 2013 ging er nach Melbourne und schloss sich dem Erstligisten Melbourne City FC an. 2015 zog es ihn in den Iran zu Tractor Sazi Täbris, einem Verein, der in Täbris beheimatet ist und in der Persian Gulf Pro League spielte. 2017 wechselte er auf die Philippinen. Hier unterzeichnete er einen Vertrag in Bacolod City bei dem in der Philippines Football League spielenden Ceres-Negros FC. Nach einem Jahr und 34 Spielen ging er nach Malaysia, wo er sich FELDA United anschloss. Der Club spielte in der höchsten Spielklasse des Landes, der Malaysia Super League und ist in Pahang beheimatet. Nach einer Saison ging er nach Thailand, wo er einen Vertrag beim Erstligisten Sukhothai FC, einem Verein, der in der Thai League spielte, unterschrieb. Nach 30 Spielen und fünf Toren wechselte er 2020 zum Ligakonkurrenten PT Prachuap FC nach Prachuap. Für PT absolvierte er 26 Erstligaspiele. Im Juli 2021 unterschrieb er einen Vertrag beim Erstligaaufsteiger Nongbua Pitchaya FC. Für den Klub aus Nong Bua Lamphu stand er 19-mal in der ersten Liga auf dem Spielfeld. Im Juni 2022 verpflichtete ihn der Erstligaaufsteiger Lamphun Warriors FC. Doch schon ein halbes Jahr später wechselte er nach 15 Pflichtspielen weiter zum Zweitligisten Chiangmai United FC. Für den Verein aus Chiang MaiChiangmai bestritt er 14 Ligaspiele. Nach Ende der Saison wurde sein Vertrag nicht verlängert.

### Nationalmannschaft
Seit 2015 spielt Iain Irinco Ramsay in der philippinischen Nationalmannschaft.
Sein Debüt in der philippinischen Nationalmannschaft gab er am 11. Juni 2015 in einem WM-Qualifikationsspiel gegen Bahrain.

## Erfolge
Ceres-Negros FC
- Philippines Football League: 2017

FELDA United
- Malaysia Premier League: 2018